# Джордж Най
Джордж Паттерсон Най (англ. George Patterson Nigh; 9 червня 1927, Макалестер, Оклахома — 30 липня 2025, Оклахома-Сіті) — американський політик і громадський діяч зі штату, 17-й і 22-й губернатор, а також 8-й і 10-й віцегубернатор штату Оклахома. Перший губернатор Оклахоми, якого переобрали, і перший кандидат, який переміг у всіх 77 округах штату.
Після губернаторства був членом ради директорів JCPenney, президентом Університету Центральної Оклахоми, а також директором і радником зі зв'язків з громадськістю Міжнародного торгового банку. До обрання на посаду в штаті працював викладачем і законодавцем.

## Ранні роки та кар'єра
Народився в Макалестері, штат Оклахома, 9 червня 1927 року в родині Вілбура й Ірен Крокетт Наїв. У нього було четверо суродженців (зокрема майбутній політик Вільям Най), і в дитинстві він працював у бакалійній крамниці. 1945 року закінчив місцеву школу і вступив до лав ВМС США. Служив на кораблі USS Ranger. 1946 року залишив флот і вступив до коледжу. 1948 року здобув ступінь молодшого спеціаліста з гуманітарних наук. 1950 року закінчив Східно-Центральний університет зі ступенем викладача. Ще студентом університету балотувався до Палати представників Оклахоми та переміг.

## Політична кар'єра

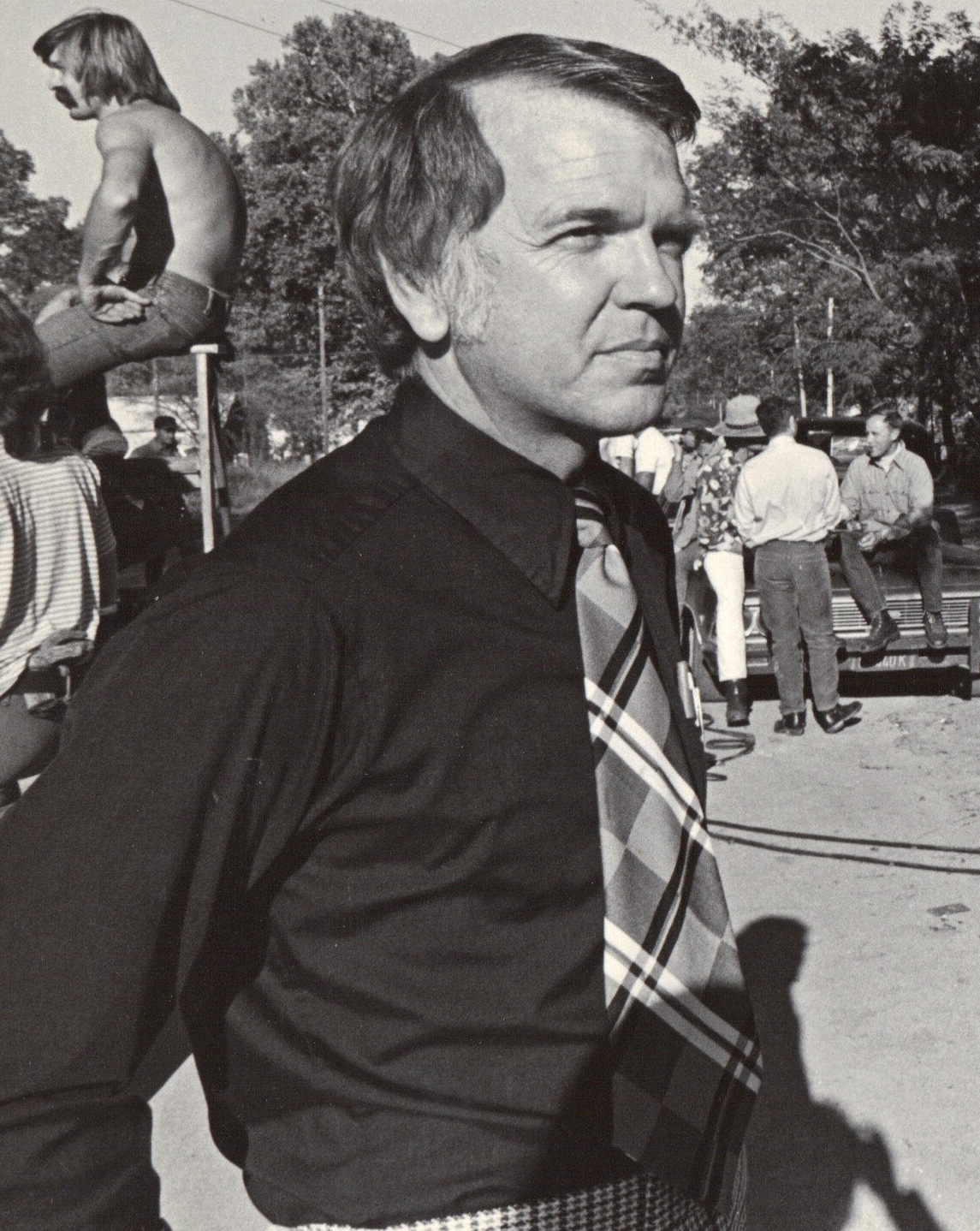
Най у роки перебування на посаді віцегубернатора, 1972 рік

З 1951 по 1959 рік поєднував роботу в Палаті представників Оклахоми та вчителя у Макалістерівських школах. Вніс законопроєкт, який визначив пісню «Oklahoma!» гімном штату. 1958 року балотувався на у віцегубернатори Оклахоми, посів друге місце на праймеріз Демократичної партії, поступившись Ковбою Пінку Вільямсу, набравши 80 727 голосів (18,77 %) проти 176 171 голосу Вільямса (40,97 %). Най переміг Вільямса у другому турі, набравши 302 050 голосів (61,32 %) проти 190 530 (38,68 %). Сам Вільямс посів друге місце на праймеріз Демократичної партії 1954 року, поступившись тодішньому віцегубернатору Джеймсу Беррі, але випередив його у другому турі. На загальних виборах Най з величезною перевагою переміг республіканця Джорджа Шеррітта, набравши 384 431 голос (76,86 %) проти 100 068 (20,01 %). Най обіймав посаду з 12 січня 1959 року по 3 січня 1963 року. Обійнявши посаду у 31 рік, він став наймолодшим віцегубернатором у США.
Губернатор-демократ Дж. Говард Едмондсон не балотувався на новий термін на виборах 1962 року, тому Най висунув свою кандидатуру. Він посів четверте місце на праймеріз Демократичної партії з 84 404 голосами (15,80 %), поступившись національному командиру Американського легіону Престону Дж. Муру, бізнесмену В. П. Аткінсону та колишньому губернатору Реймонду Гері. Аткінсон згодом переміг у другому турі, але програв загальні вибори республіканцю Генрі Беллмону, проте Най отримав шанс обійняти посаду губернатора. Сенатор США від Демократичної партії Роберт Керр помер 1 січня 1963 року, перебуваючи на посаді, а Едмондсон пішов у відставку за 5 днів; Най змінив його на посаді губернатора на решту днів терміну. 14 січня Беллмон вступив на посаду губернатора.
19 жовтня 1963 року одружився з Донною Машберн, з якою познайомився того ж року. На той момент у Машберн був маленький син. Пізніше у пари народилася дочка.
1966 року знову балотувався на посаду віцегубернатора. На праймеріз Демократичної партії 1966 року з 328 580 голосами (51,50 %); 1970 року з 382 249 голосами (57,41 %) та 1974 року з 545 686 голосами (72,36 %). 1970 року переміг майбутнього окружного суддю Ральфа Гордона Томпсона. Най обіймав посаду десятого віцегубернатора з 9 січня 1967 року по 3 січня 1979 року, це другий показник за тривалістю перебування на цій посаді в штаті. 1969 року допоміг кільком студентам коледжів створити та заснувати «Міжвишівський законодавчий орган Оклахоми», який досі функціонує як модельна урядова програма коледжів з делегаціями у понад 20 коледжах й університетах у всьому штату.

### Губернатор Оклахоми
Губернатор Девід Борен вирішив не балотуватися на новий термін, тоді Най знову висунув свою кандидатуру на виборах губернатора 1978 року. Посівши перше місце на праймеріз Демократичної партії з 276 910 голосами (49,94 %), йому не вдалося уникнути другого туру проти генерального прокурора Оклахоми Ларрі Дерріберрі, який отримав 208 055 голосів (37,53 %). Однак у другому турі Най легко переміг, набравши 269 681 голос (57,73 %) проти 197 457 голосів (42,27 %) Дерріберрі. Най переміг республіканця Рона Шоттса на загальних виборах з 402 240 голосами (51,74 %) проти 367 055 голосів (47,22 %) Шоттса і таким чином став першим губернатором Оклахоми, який обійняв посаду на другий термін. Вступив на посаду на п'ять днів раніше через складання присяги губернатора Девіда Борена. 1982 року балотувався на другий термін і переміг символічну опозицію на праймеріз Демократичної партії, отримавши 379 301 голос (82,63 %), а також державного аудитора-республіканця Тома Дексона на загальних виборах, отримавши 548 159 голосів (62,07 %) проти 332 207 (37,62 %), перемігши у всіх 77 округах штату. Це було перше переобрання губернатора Оклахоми.

### Закон про реформу виконавчої гілки влади 1986 року
Призначив Комісію Ная для рекомендації змін до уряду штату. Протягом двох послідовних термінів на посаді Най підписав Закон про реформу виконавчої гілки влади 1986 року, який перегрупував виконавчу гілку за категоріями функцій агентств, хоча й не об'єднав понад 250 агентств, рад і комісій. Також підписав закон про Податковий кодекс Оклахоми на франшизи, який встановив податок на франшизи в Оклахомі.

### Інші досягнення
Вважається, що Най сприяв збільшенню кількості представників меншин у складі державних рад і комісій, а також в управлінні державними установами. Він призначив двох жінок, Івонн Каугер й Альму Вілсон, суддями Верховного суду Оклахоми.

## Після губернаторства
Після закінчення терміну на посаді губернатора з 1992 по 1997 рік обіймав посаду президента Університету Центральної Оклахоми. На цій посаді керував будівельними проєктами.
1990 року введений до Зали слави CareerTech Оклахоми, 1992 року ушанований нагородою Джима Торпа за життєві досягнення. З листопада 2005 року по квітень 2006 року обіймав посаду тимчасового директора Департаменту туризму та відпочинку Оклахоми. З'явився з дружиною в 19-му епізоді мильної опери NBC «Техас» (зігравши самих себе в ролі губернатора та першої леді Оклахоми). Епізод вийшов в ефір у серпні 1980 року.
28 квітня 2010 року Ная з дружиною пограбували під дулом пістолета на під'їзній доріжці їхнього будинку на північному заході Оклахома-Сіті. Вони не постраждали, викрали лише гаманець. Повідомлялося, що грабіжника так і не знайшли.
Помер 30 липня 2025 року у 98 років.